# Kurilenkonflikt

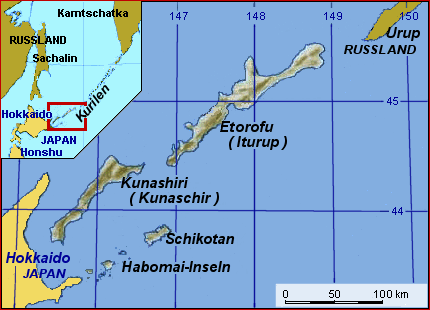
Vom Kurilenkonflikt betroffenes Gebiet

Der Kurilenkonflikt ist ein Gebietsstreit zwischen den Staaten Japan und Russland. Gegenstand des die japanisch-russischen Beziehungen dauerhaft belastenden Konflikts sind die südlichsten Inseln des Kurilen-Archipels. Die Inseln werden seit dem Ende des Zweiten Weltkriegs von der Sowjetunion bzw. seit deren Zerfall im Jahr 1991 von Russland verwaltet, werden jedoch ebenfalls von Japan beansprucht.

## Inhalt des Konflikts
Auf der Konferenz von Jalta hatte Stalin dem Drängen der Westalliierten nach einem Bruch des Neutralitätsabkommens mit Japan und dem Eintritt der Sowjetunion in den Pazifikkrieg nachgegeben. Am 9. August 1945, drei Monate nach Kriegsende in Europa, begann der sowjetisch-japanische Krieg – am selben Tag wie der Atombombenabwurf auf Nagasaki. In der Folge besetzte die Rote Armee alle seit dem Vertrag von Portsmouth (1905) zu Japan gehörenden Kurileninseln sowie die Habomai-Inseln, Shikotan, Kunashiri und Etorofu.
Der Gebietsstreit resultiert aus dem Fernbleiben der Sowjetunion bei den Verhandlungen zum Friedensvertrag von San Francisco (1951), ausgelöst durch den Kalten Krieg. In diesem Vertrag hat Japan auf die Kurilen nördlich von Iturup verzichtet, jedoch hat die Sowjetunion den Vertrag nicht unterzeichnet. 1956 unterzeichneten die Sowjetunion und Japan eine gemeinsame Deklaration. Darin erklärte sich die Sowjetunion bereit, im Falle eines Friedensvertrags die Inseln Schikotan sowie die Habomai-Gruppe an Japan zu übertragen. Japan erhebt aber Anspruch auf vier Inseln und beruft sich dabei auf den bilateralen Handels- und Grenzvertrag von Shimoda aus dem Jahr 1855, in dem diese Inseln als japanisch anerkannt worden waren. Auch im Vertrag von Sankt Petersburg 1875 hatte Japan die Kurilen erhalten und im Gegenzug auf seine Territorien auf Sachalin verzichtet. Die Folgen der Beschlüsse der Konferenz von Jalta betrachtet Japan nicht als rechtsgültig.
Dabei geht es um folgende Inseln:
- Etorofu (択捉島, -tō); russisch: Iturup (Итуруп): 3.184,0 km²
- Kunashiri (国後島, -tō); russisch: Kunaschir (Кунашир): 1.498,8 km²
- Shikotan (色丹島, -tō); russisch: Schikotan (Шикотан): 253,3 km²
- die Insel-Gruppe Habomai (歯舞群島, -guntō); russisch: Chabomai (Хабомай): 99,9 km²

Wegen dieses Konflikts ist weder ein Friedensvertrag Japans mit der Sowjetunion noch mit der Russischen Föderation zustande gekommen  – auch mehr als 75 Jahre nach Ende des Zweiten Weltkriegs nicht.

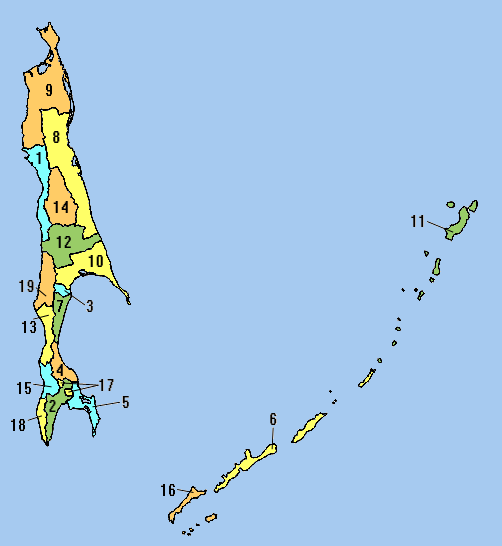
Stadtkreis und Rajons (Landkreise) in der Oblast Sachalin. Auf den von Japan beanspruchten Südkurilen liegen vollständig 16. Juschno-Kurilski und teilweise 6. Kurilski

In der Verwaltungsgliederung der Russischen Föderation (und auch de facto) sind die Inseln in zwei Rajons (Kurilski und Juschno-Kurilski) Teil der Oblast Sachalin. Zusammen nehmen sie etwa die Hälfte der Fläche aller Kurilen-Inseln ein.

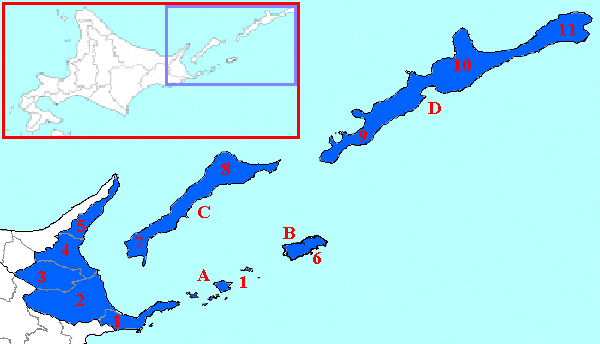
Gemeinden in der Unterpräfektur Nemuro der Hokkaidō nach japanischem Recht, davon (theoretisch) auf den Südkurilen: 6. Shikotan-mura im Shikotan-gun auf B. Shikotan-tō, 7. Tomari-mura und 9. Ruyobetsu-mura im Kunashiri-gun auf C. Kunashiri-tō, 9. Rubetsu-mura im Etorofu-gun, 10. Shana-mura im Shana-gun und 11. Shibetoro-mura im Shibetoro-gun auf D. Etorofu-tō sowie das 1959 nach 1. Nemuro-shi eingemeindete ehemalige Habomai-mura auf den A. Habomai-guntō

Japan bezeichnet diese vier Inseln zusammenfassend als Nördliche Territorien (北方領土, hoppō ryōdo). und betrachtet sie unverändert – 1903 war die Unterpräfektur Shana (Shana-shichō, 紗那支庁) nach Nemuro eingegliedert worden – als Teil der Unterpräfektur Nemuro der [Präfektur/-dō] Hokkai[-]dō, wo sie sich nach japanischem Recht in sieben Gemeinden erstrecken (sechs -mura in mehreren historischen Kreisen (-gun) ganz auf den Südkurilen sowie ein Teil zur -shi Nemuro) und z. B. auch im Wahlrecht de jure zum heutigen 7. Unterhauswahlkreis von Hokkaidō gehören.
Kunashiri und die Habomai-Inseln liegen unmittelbar vor der japanischen Küste: Kunashiri ist ca. 10 km, eine der Habomai-Inseln (Kaigara) ist knapp 4 km von der Insel Hokkaidō entfernt. Dieses Gebiet gehörte während des Kalten Krieges zu den am stärksten bewachten Staatsgrenzen.
Die Verhandlungsposition beider Staaten variiert: Japan ratifizierte zwar die Erklärung von 1956, fordert aber seit langem auch die Rückgabe von Etorofu und Kunashiri. Russland wiederum erkannte bspw. unter dem ersten Präsidenten Russlands, Boris Jelzin, die vier Inseln als zusammengehörig an. Von 2004 bis 2022 strebte es jedoch eine Einigung auf Basis der Erklärung von 1956 an.

## Chronologie

Territoriale Entwicklung 1875 bis 1945:
1875: Vertrag von St. Petersburg
1905: Vertrag von Portsmouth
1945: Ende des Zweiten Weltkriegs

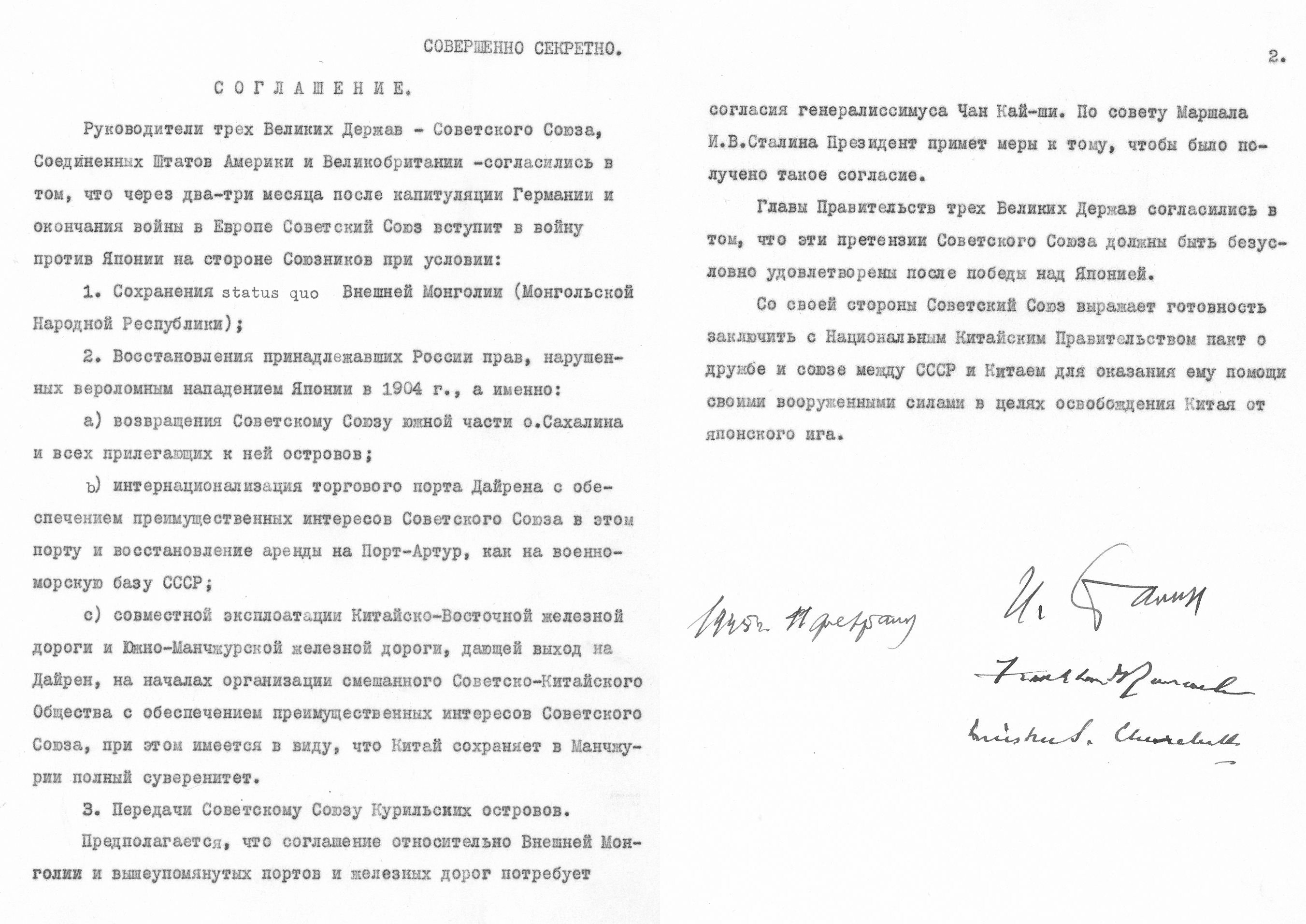
Abkommen über den Kriegseintritt der UdSSR gegen Japan

- Durch den russisch-japanischen Handels-, Schifffahrts- und Grenzziehungsvertrag vom 7. Februar 1855 (Vertrag von Shimoda) wurde die Inselkette in eine nördliche, russische Gruppe, und eine südliche, zu Japan gehörende Gruppe unterteilt. Der Grenzverlauf wurde zwischen den Inseln Urup (russisch) und Etorofu (japanisch) festgelegt.
Japan feiert anlässlich der Vertragsschließung den 7. Februar alljährlich als den Tag der Nördlichen Territorien.
- Im am 7. Mai 1875 geschlossenen Vertrag von Sankt Petersburg übertrug Russland auch alle übrigen (nördlichen) Kurilen-Inseln an Japan. Der Vertrag nennt in § 2 ausdrücklich „die 18 Inseln zwischen Uruppu und Shimushu“. Im Gegenzug gab Japan die bis dahin umstrittene Insel Sachalin an Russland ab. Den südlichen Teil Sachalins erhielt Japan 1905 durch den Vertrag von Portsmouth, der den Russisch-Japanischen Krieg beendete, zurück.[3]
- Am 13. April 1941 wurde der Japanisch-Sowjetische Neutralitätspakt geschlossen. Am 5. April 1945 kündigte die UdSSR an, den Vertrag nicht mehr zu verlängern, so dass er am 25. April 1946 ungültig werden würde.
- Am 8. August 1945 trat die Sowjetunion, wie auf der Jaltakonferenz mit den Alliierten vereinbart, in den Krieg gegen Japan ein, zunächst nur auf dem asiatischen Festland.[6]

- Am 18. August 1945, also nach der bereits am 14. August erfolgten Kapitulation Japans gegenüber den USA, begannen sowjetische Truppen mit der Besetzung der gesamten Inselgruppe der Kurilen sowie von Habomai und Shikotan. Nur auf den drei nördlichsten Kurileninseln gab es japanische Garnisonen und heftige Kämpfe. Die übrigen Inseln wurden kampflos besetzt. Die dort bis dato lebende japanische Minderheit emigrierte mit der Japanischen Armee nach Japan.
- Am 2. September 1945 unterzeichnete Japan die Kapitulationserklärung gegenüber den Siegermächten.
- Am 12. September 1945 kapitulierten die letzten japanischen Truppen. Der Krieg war damit beendet.
- Am 2. Februar 1946 wurden die Inseln vom Präsidium des Obersten Sowjets der UdSSR zu sowjetischem Hoheitsgebiet erklärt.
- Am 8. September 1951 wurde der Friedensvertrag von San Francisco geschlossen. Die Sowjetunion unterzeichnete den Vertrag nicht,[3] auch bedingt durch den Koreakrieg. Der Vertrag stellt in Artikel 2(c) fest, „dass Japan alle Rechte, Titel und Ansprüche aufgibt bezüglich der Kurilen und des Teils von Sachalin und ihm benachbarter Inseln, die Japan im Vertrag von Portsmouth 1905 abgetreten worden waren“. Es wurden keine exakten geographischen Grenzen der Kurilen festgelegt, allerdings verstanden und akzeptierten die Teilnehmer an der Friedenskonferenz die Position Japans, dass die vier in der Diskussion stehenden Inseln nicht zu den Kurilen gezählt würden. Die USA bekräftigten dies in einer Note an die UdSSR vom 23. Mai 1957, die feststellte, dass das Wort „Kurilen“ im Vertrag von San Francisco und im Abkommen von Jalta die Habomai-Inseln, Shikotan, Kunashiri und Etorofu nicht einschließe und dass solch ein Einschluss auch nicht beabsichtigt gewesen sei. Japan unterstreicht diese Auffassung auch durch seine Bezeichnung der vom Konflikt betroffenen Inseln als Nördliche Territorien anstatt als südliche Kurilen.[3]
- Am 19. Oktober 1956 – damals herrschte in der UdSSR die Tauwetter-Periode – unterzeichneten die Sowjetunion und Japan in Moskau eine gemeinsame Erklärung (russisch Советско-японская совместная декларация, japanisch 日本国とソヴィエト社会主義共和国連邦との共同宣言), in dem beide Parteien ihre diplomatischen Beziehungen wiederherstellten und den Kriegszustand beendeten. Die Erklärung trat nach beiderseitiger Ratifizierung am 12. Dezember des Jahres in Kraft. Die Erklärung enthielt in Artikel 9 die Bestimmung, dass im Falle eines noch abzuschließenden Friedensvertrages die UdSSR die Inseln Shikotan sowie die Habomai-Gruppe an Japan übertrage. Derartige Verhandlungen wurden jedoch von den USA blockiert.[7]
- Am 27. Januar 1960 – in Zusammenhang mit dem Vertrag zwischen Japan und den USA vom 19. Januar 1960, nach dem eine starke militärische Bindung Japans an den „Westen“ entstand und die USA ihre militärische Infrastruktur auf den japanischen Inseln praktisch uneingeschränkt ausbauen durften[8] – weigerte sich die sowjetische Regierung, vor Schließung eines in der Erklärung von 1956 vorgesehenen Friedensvertrags der in Artikel 9 festgelegten Verpflichtung nachzukommen, mit der Begründung, dass der Vertrag vom 19. Januar 1960 gegen die UdSSR und die Volksrepublik China ausgerichtet sei und durch die weiter bestehende massive Präsenz der US-amerikanischen Truppen Japan kein souveräner Staat bliebe (Aide-mémoire der sowjetischen Regierung an die japanische Regierung vom 27. Januar 1960, Iswestija vom 29. Januar 1960).[9]
- Am 13. Oktober 1993 unterzeichneten Premierminister Morihiro Hosokawa für Japan und Präsident Boris Jelzin für Russland die „Deklaration von Tokio“, die in Abschnitt 2 die Willensvereinbarung enthielt, die Zugehörigkeit der vier Inseln zu regeln.[10]
- Im März 2001 bestätigten Präsident Wladimir Putin und Premierminister Yoshirō Mori in der „Erklärung von Irkutsk“, dass die gemeinsame Erklärung von 1956 weiterhin gültige Grundlage für Friedensverhandlungen sei.[10]
- Am 11. Juni 2009 verabschiedete das Unterhaus des japanischen Parlaments eine Gesetzesänderung, wonach „maximale Anstrengungen“ unternommen werden sollen, um eine möglichst zügige Rückgabe der Inseln zu ermöglichen. Auch haben nach diesem Gesetz zukünftig alle offiziellen Verlautbarungen Japans die vier Inseln betreffend diese als Nördliche Territorien zu benennen. Das Außenministerium der Russischen Föderation bedauerte diesen Schritt und bezeichnete ihn als versuchten Schritt hin zu einer Eskalation.[11][12]
- Am 1. November 2010 besuchte Dmitri Medwedew als erster Präsident Russlands überhaupt die Insel Kunashiri und fachte damit den Streit neu an. Das Außenministerium in Tokio protestierte dagegen und bestellte den russischen Botschafter ein. Der japanische Premierminister Naoto Kan nannte den Besuch Medwedews vor einem Parlamentsausschuss „äußerst bedauerlich“. Er bekräftigte, die Inseln gehörten zu Japan. Außenminister Seiji Maehara sagte, der Besuch habe die Gefühle der japanischen Öffentlichkeit verletzt.[13] Am 2. November 2010 zog Japan seinen Botschafter aus Moskau ab. Er habe den Botschafter Masaharu Kono „vorübergehend“ zurückbeordert, erklärte Außenminister Maehara.[14]
- Am 25. März 2016 gab der russische Verteidigungsminister Sergei Schoigu in Moskau bekannt, dass innerhalb dieses Jahres Raketensysteme des Typs Bal sowie Drohnen des Typs Eleron-3 auf den Kurilen stationiert würden.
- Am 11. Februar 2017 verfügte der russische Ministerpräsident Medwedew die Benennung von fünf unbewohnten Kurilen-Inseln, davon eine nach dem General Kusma Derewjanko, der 1945 für die Sowjetunion die japanische Kapitulation entgegennahm, und eine andere nach dem langjährigen sowjetischen Außenminister Andrei Gromyko. – „Die Namensgebung erfolgte wenige Tage, nachdem beide Seiten für März Expertengespräche über eine gemeinsame Bewirtschaftung der Kurilen angekündigt hatten.“[15]
- Im September 2018 auf dem östlichen Wirtschaftsforum in Wladiwostok bietet Präsident Wladimir Putin nach Vorgesprächen mit dem japanischen Premierminister Shinzō Abe einen bis zum Jahresende auszuhandelnden Friedensvertrag zur Weiterentwicklung der japanisch-russischen Beziehungen an[16] (Abe-Putin summit) und beide Delegationen bekräftigen mit einer road map auf dem Eastern Economic Forum einen bereits ein Jahr zuvor unterzeichneten bilateralen Wirtschaftsvertrag zur Müllreduzierung, Windkraftnutzung, Treibhauskulturen auf den Vulkaninseln, Aquafarming und Tourismus im Grenzgebiet, auch um japanische Investitionen im noch unberührten, wenig entwickelten Osten Russlands anzustoßen. Auch die Denuklearisierung der nordkoreanischen Halbinsel war auf diesem Gipfel ein mit den Verhandlungen verbundenes Thema, auch wenn nur der südkoreanische Premierminister und nicht der ebenfalls eingeladene nordkoreanische Staatschef Kim Jong Un auf dem Gipfeltreffen anwesend war. Das gleichzeitig stattfindende Militärmanöver Wostok-2018 im Vorfeld des ASEAN-Gipfels im November 2018 wurde von Japan aufmerksam beobachtet.[17]
- Standen die Friedensgespräche im Januar 2019 zwischen Abe und Putin kurz vor einer Einigung (Japan wollte sich mit einer Rückgabe von zwei der vier Südkurilen-Inseln (Shikotan und Habomoi) zufriedengeben), erklärte der russische Außenminister Sergei Lawrow noch im selben Monat, dass niemand über die Rückgabe der Inseln an Japan verhandele und die Inseln zu Russland gehörten. Zuvor hatte Russland den japanischen Botschafter ins Außenministerium einbestellt, nachdem ein Ratgeber von Abe laut darüber nachgedacht hatte, dass ein Friedensvertrag zwischen Russland und Japan auch für die USA von Nutzen sei, weil er helfe, die Volksrepublik China „einzudämmen“.[18]
- Vor dem Hintergrund der Invasion Russlands in die Ukraine bezeichnete der japanische Außenminister Yoshimasa Hayashi am 7. März 2022 nach einer gleichen Formulierung des japanischen Ministerpräsidenten Fumio Kishida die vier Inseln als „festen Bestandteil“ Japans.[19]
- Am 22. März 2022 kündigte Russland die Friedensgespräche mit Japan auf. Als Begründung führte das russische Außenministerium die „offen feindselige Haltung“ an, die Japan mit Blick auf den russischen Militäreinsatz in der Ukraine eingenommen habe. Zuvor hatte sich Japan den Sanktionen gegen Russlands Angriffskrieg auf die Ukraine angeschlossen. Japan protestierte gegen die Aufkündigung der Gespräche.[2][20] In einem auf den Tag genau einen Monat später bekannt gewordenen Jahresbericht bezeichnete das japanische Außenministerium die vier Südkurilen-Inseln als „japanische Territorien, über die Japan Souveränitätsrechte besitzt, die aber derzeit illegal von Russland besetzt“ seien. Damit bezeichnete Japan erstmals seit fast 20 Jahren die Inseln als von Russland „illegal“ besetzt.[21]

## Zuständige japanische Behörden und andere Gesellschaften
1972 errichtete die japanische Regierung die „Hauptabteilung für Angelegenheiten der Nördlichen Territorien“ (北方対策本部, hoppō taisaku hombu) zunächst beim Amt des Premierministers, später bei der Behörde für allgemeine Angelegenheiten und schließlich als Sonderorgan des Kabinettsbüros. Seit 2001 ist die Hauptabteilung vertreten durch den Minister für Angelegenheiten von Okinawa und die Nördlichen Territorien, einen „Minister für besondere Aufgaben“ (tokumei tantō daijin) im Kabinett. Die „Hauptabteilung“ ist für die Bündelung der Regierungsanstrengungen zur Rückgabe der Südkurilen verantwortlich, daneben existieren die „Gesellschaft für Angelegenheiten des Problems der Nördlichen Territorien“ (北方領土問題対策協会), eine Selbstverwaltungskörperschaft des Kabinettsbüros, und verschiedene Vereinigungen, die seit 1945 ausgehend von Hokkaidō mit Regierungsunterstützung im ganzen Land eingerichtet wurden.

## Ainu
Angehörige der Ainu erheben ebenfalls Anspruch auf die Kurilen. 2004 schrieb eine kleine Gruppe von Ainu, die in der Region Kamtschatka leben, an den russischen Präsidenten Putin. Sie erwähnten die Verbrechen der Japaner, des zaristischen Russlands und Sowjetrusslands gegen ihr Volk. Diese Verbrechen beinhalteten Zwangsassimilierung, Vertreibung und Mord. Sie forderten Putin auf, das Vorgehen der Japaner gegen die Ainu als Genozid anzuerkennen, was Putin ablehnte.

## Positionen von Drittländern und Organisationen
Das Europäische Parlament hat in der am 7. Juli 2005 angenommenen Entschließung „Beziehungen zwischen [EU], China und Taiwan und Sicherheit im Fernen Osten“ Russland aufgefordert, die „besetzten“ Südkuril-Inseln an Japan zurückzugeben.
Die Vereinigten Staaten glauben, dass nur Japan die Souveränität über die umstrittenen Inseln hat.
Die Ukraine bezeichnet die Nördlichen Territorien am 7. Oktober 2022 als von der Russischen Föderation besetzt und erkennt sie per Dekret als integralen Bestandteil des souveränen Territoriums Japans an.

## Rezeption – Weitere Einschätzungen
Die New York Times veröffentlichte 1992 einen Artikel, deren Autor die juristische Basis (d. h. die historische Basis außen vor gelassen) der japanischen Ansprüche als „ziemlich schwach“ bezeichnete.
Aus militärischer Sicht wäre laut dem russischen Militärexperten Viktor Litowkin eine Rückgabe der Inseln für Russland ein strategischer Fehler. „Die tiefen Fahrrinnen zwischen ihnen ermöglichen unseren Kriegsschiffen und schweren Atom-U-Booten aus Wladiwostok, schnell in den Pazifik zu gelangen.“ Aschdar Kurtow, Chefredakteur der Zeitschrift „Problemy Nazionalnoi Strategii“ („Probleme der nationalen Strategien“) verwies auf das russische Narrativ, dass die NATO nach dem Mauerfall „trotz aller westlichen Versprechungen nach Osteuropa vorgedrungen“ sei. Ähnliches könne auch auf den Kurilen passieren, falls Russland sie Japan überlasse.